# Laser Battle
Laser Battle è un videogioco arcade di tipo sparatutto a schermata fissa spaziale, pubblicato nel 1981 dalla Zaccaria. È stato il primo videogioco italiano esportato negli Stati Uniti, dove venne prodotto dalla Bally Midway su licenza, con il titolo Lazarian e con piccole modifiche. Nel 1983 la Commodore ne pubblicò una versione per Commodore 64, mantenendo il titolo Lazarian, all'interno di un gruppo di giochi su cartuccia tratti da arcade della Bally Midway; all'epoca la stessa Commodore lo ritenne la conversione di arcade più difficile ed elaborata che avesse realizzato.
Il mobile arcade Zaccaria era prodotto in quattro versioni: verticale, cocktail, appeso alla parete (versione non riproposta da Bally Midway) e verticale deluxe di dimensioni più piccole.

## Modalità di gioco
Il giocatore controlla una navicella che ha l'aspetto di un disco volante visto di lato, con tre lunghe gambe mobili. Essa può muoversi su tutto lo schermo in tutte le direzioni e sparare raggi laser in modo indipendente verso destra, sinistra, in alto o in basso; nel gioco arcade si dispone di quattro pulsanti distinti per sparare in ciascuna direzione, mentre su Commodore 64 si usa il solo pulsante del joystick, ma è comunque possibile sparare in direzione diversa da quella di movimento tenendolo opportunamente premuto. Si perde una vita se si toccano i nemici o i loro proiettili, oppure se si termina il carburante, che viene consumato più velocemente quando si spara.
Il gioco è composto da tre fasi distinte, che vengono anche mostrate brevemente in un demo quando non ci sono partite in corso:
1. Bisogna colpire otto "anticorpi" (così definiti solo nel volantino originale in italiano di Laser Battle;[4] in seguito "meteoriti") posti in cerchio al centro dello schermo per liberarli da altrettanti campi di forza, ma solo quando i campi hanno il colore giusto, e poi evitarli quando si muovono per lo schermo. Liberati tutti gli anticorpi si deve salvare una navicella uguale alla propria prigioniera al centro, dopodiché diventa possibile sparare agli anticorpi, che devono essere tutti distrutti per completare il livello.
2. Si attraversa un tunnel a serpentina difeso da due tipi di alieni volanti, postazioni di artiglieria e passaggi di meteore. Al termine del percorso si salva un'altra navicella uguale alla propria.
3. Si affronta un'enorme creatura, una sorta di piramide con tentacoli e un occhio solo, posizionata nella parte superiore dello schermo. Colpendola dal basso bisogna scavare un buco attraverso il suo corpo, che nel frattempo lentamente si rigenera, fino a raggiungere l'occhio. Fatto questo la creatura scompare e rimane solo l'occhio, che si muove rapidamente per lo schermo e va schivato e colpito più volte fino a distruggerlo.

Terminate le tre fasi si ricomincia dalla prima, con difficoltà aumentata.

## Colonna sonora
La colonna sonora è composta da brani a 8 bit tratti dalla nona sinfonia di Beethoven e dall'ouverture del Guglielmo Tell.